# Gustavo Salazar Calle
Gustavo Salazar Calle (Quito, 3 de octubre de 1966) es un investigador literario, bibliotecario y bibliógrafo ecuatoriano que obtuvo también la nacionalidad española en 2008.
Miembro correspondiente de la Academia Ecuatoriana de la Lengua y del Grupo América.
Bibliógrafo, bibliotecario  e investigador de la literatura e historia del Ecuador desde hace tres décadas. Estudioso de la obra de autores esenciales de la cultura ecuatoriana (Aurelio Espinosa Pólit, S.J., Gonzalo Zaldumbide, César E. Arroyo, Benjamín Carrión, Pablo Palacio, Gonzalo Escudero, Jorge Carrera Andrade, César Dávila Andrade, Alfredo Gangotena, Medardo Ángel Silva y César A. Pástor) e iberoamericana (Rubén Darío, José Vasconcelos, Gabriela Mistral, Alfonso Reyes, Teresa de la Parra, Mariano Picón Salas, Rafael Cansino Assens y Ramón Gómez de la Serna, entre otros) en sus vínculos con el Ecuador.
Ha trabajado con numerosas colecciones de documentos y libros antiguos del Ecuador y España: fue responsable de la biblioteca del Convento de Santo Domingo de Quito (1989-1990); dirigió la catalogación de la biblioteca y archivo del Centro Cultural Benjamín Carrión (1991-1994); trabajó en la catalogación de la Biblioteca del Convento Máximo de La Merced (1994-1998), proyecto financiado por la Fundación Paul Getty; estuvo a cargo del archivo del Consulado General del Ecuador en Madrid (2002-2013). 
Desde 2013 ha laborado como técnico asesor en el Consejo de la Judicatura, dirigiendo la catalogación analítica de las 60.000 páginas de la Gaceta Judicial –1895-2015– en línea (2013-2016), dentro del Proyecto Editorial del Consejo de la Judicatura; en las bibliotecas de la Fundación Zaldumbide-Rosales y del Convento de San Agustín; en el archivo de la Función Judicial del Ecuador; en el Archivo de la Policía Nacional del Ecuador (INEHPOL) y en la biblioteca del Instituto Nacional Mejía; desde 2022 es responsable del Fondo Antiguo “Luciano Andrade Marín” de la Biblioteca Municipal Federico González Suárez, instituciones quiteñas todas ellas.
Los años 2022 y 2023 fue Jurado para la Calificación de Proyectos Iberarchivos Ecuador por pedido del Archivo Nacional del Ecuador. Por su sólida trayectoria en colecciones de fondos antiguos, La Cámara Ecuatoriana del Libro le concedió el reconocimiento de Bibliotecario del Año en 2024.
Ha publicado en Quito, Ciudad de México, Madrid y Caracas 23 libros de antologías, epistolarios y estudios, y alrededor de 50 artículos especializados.

## Obra
Como editor, antologador o compilador ha publicado:
- Benjamín Carrión. Correspondencia I: Cartas a Benjamín (Quito, 1995)

- Benjamín Carrión: un rastreo bibliográfico (Quito, 1998)

- La suave patria y otros textos de Benjamín Carrión (Quito, 1998)

- Con Efraín Villacís cuidó la edición de Gonzalo Zaldumbide, Cartas 1933-1934 (Quito, 2000).

- La patria en tono menor, ensayos escogidos de Benjamín Carrión (Ciudad de México, 2001)

- La voz cordial, correspondencia entre César E. Arroyo y Benjamín Carrión (1926-1932). (Quito, 2007)

- Relatos del mundo (Quito, 2014).

- Emilia Rivadeneira. Artista del grabado en el Ecuador (1839 -1916). Álbum (Quito, 2017)

- Gonzalo Zaldumbide. Ensayos literarios (Quito, 2019)

- Corte Nacional de Justicia del Ecuador. Función Judicial de la República del Ecuador. Catálogo de la Gaceta Judicial 1895-2019. (Quito, 2020)

- Jorge Isaac Rovayo. Clepsidra y otros poemas (Quito, 2020).

- El teatro de Sófocles en verso castellano –Las siete tragedias y los 1129 fragmentos–, Traducción Aurelio Espinosa Pólit, S.J. volumen 1 de las “Obras escogidas” de Aurelio Espinosa Pólit, S.J. (Quito, 2021).

- Poesía ecuatoriana escrita por mujeres. Antología –2 tomos– (Quito, 2021)

- Poesía ecuatoriana escrita por mujeres. Una aproximación histórico-literaria. (Quito, 2022).

- Historia de la biblioteca del Instituto Nacional Mejía. (Quito, 2022).

- Cuadernos “A Pie de Página”:

1. Pablo Palacio (Madrid, 2008); 2ª edición (Caracas, 2015).
2. César E. Arroyo (Madrid, 2009)
3. Gonzalo Zaldumbide (Madrid, 2010)
4. Benjamín Carrión (Madrid, 2011); 2ª edición (Caracas, 2015).
5. César Dávila Andrade (Madrid, 2012); 2ª edición (Caracas, 2015).
6. Jorge Carrera Andrade (Quito, 2013)
7. Gonzalo Escudero (Quito, 2014)
8. Alfonso Reyes y el Ecuador (Quito, 2015)

## Premios y reconocimientos
Desde 2021, Salazar Calle es miembro correspondiente de la Academia Ecuatoriana de la Lengua.
Fue nombrado "Bibliotecario del año 2024" Premio Cesar Chávez por la Cámara Ecuatoriana del libro.
En 2023 se incorporó como miembro del Grupo América; al año siguiente fue nombrado secretario de la institución.

## Conferencias en la Academia Ecuatoriana de la Lengua
- José Vasconcelos y sus amigos ecuatorianos.
- Gabriela Mistral y el Ecuador.
- José Brissa y el Parnaso ecuatoriano.
- La revista española Cervantes (1916-1920) y el Ecuador.
- La revista Universitario (19124-1927) y César A. Pástor.